# 오시 라이헤르트
로자 "오시" 라이헤르트(독일어: Rosa "Ossi" Reichert, 1925년 12월 25일~2006년 7월 16일)는 독일의 알파인 스키 선수이다. 1952년 동계 올림픽에서 회전 부문 은메달을 획득했고, 1956년 동계 올림픽에서 대회전 부문 금메달을 획득했다. 1956년 올림픽에서 획득한 금메달은 당시 독일 연합 선수단이 획득한 유일한 금메달이다.